# Azienda Rilievo Alienazione Residuati

L'autodromo di Monza trasformato in deposito dell'A.R.A.R. nel 1946

L'Azienda Rilievo Alienazione Residuati (meglio nota come A.R.A.R.) è l'ente cui il Governo di Unità Nazionale italiano, dopo la seconda guerra mondiale, affidò il compito di vendere i beni e i materiali bellici confiscati al nemico o abbandonati dall'esercito alleato al fine di rendere più facile il ritorno in patria delle truppe.
Il presidente del consiglio Ferruccio Parri costituì l'A.R.A.R. il 29 ottobre 1945, ponendolo sotto la direzione dell'economista Ernesto Rossi, che verrà confermato anche da Alcide De Gasperi, restando alla guida dell'ente fino alla cessazione dell'attività di alienazione, conclusa il 2 gennaio 1958.
Migliaia di automezzi militari vennero trasformati all'uso civile, così come fu possibile recuperare alle fonderie i metalli necessari per la produzione dei beni di prima necessità.
Naturalmente vennero alienati anche migliaia di oggetti di grande valore confiscati al nemico, frutto delle sistematiche razzie operate durante la ritirata tedesca o della spoliazione delle famiglie ebree, per i quali non era possibile stabilire la provenienza e, quindi, la proprietà cui restituirli.
Secondo le disposizioni di Rossi, se qualcuno avesse riconosciuto i beni che gli erano stati sottratti, aveva la possibilità recuperarli pagando le spese di custodia. Nel caso il bene fosse già stato venduto, l'ex proprietario aveva diritto ad incassare il prezzo pagato, decurtato delle spese di custodia e di una commissione forfettaria.
Il dinamismo e l'integrità morale di Rossi consentirono all'A.R.A.R. di diventare uno dei primi "motori" della società italiana del dopoguerra, rappresentando una continua e concreta fonte di entrata per l'erario e, altresì, permettendo la distribuzione in tempi rapidi delle attrezzature utilizzabili e la trasformazione in materia prima dei materiali nobili di risulta.
Il friulano Giordano Bon, uno dei piloti motociclisti più conosciuti degli anni 30, scoprì nel deposito dell'A.R.A.R. alcune motociclette sperimentali da competizione, trafugate dal reparto corse della Benelli. Tra questi gioielli, la prima "500" quattro cilindri e la "250" bialbero dotata di compressore. Il convoglio che trasportava i "gioielli di Pesaro" era stato fortunatamente bloccato dalle formazioni partigiane nei pressi di Udine. Furono molti i modelli di autovetture sportive requisiti e poi venduti tramite l'ARAR.